# Lake Porkchop
Lake Porkchop är en sjö i Antarktis. Den ligger i Östantarktis. Nya Zeeland gör anspråk på området. Sjön ligger 798 meter över havet.